# Grotte di Nahal Me'arot
Le Grotte di Nahal Me'arot / Wadi el-Mughara ("Grotte della valle"), chiamate dal nome ebraico e arabo della valle in cui si trovano, sono un sito patrimonio dell'umanità dell'UNESCO che documenta l'evoluzione umana nella catena del Monte Carmelo vicino a Haifa nel nord di Israele.
Le quattro grotte patrimonio dell'UNESCO sono:
- Grotta di Tabun o Tanur (lett. "forno")
- Grotta di Gamal o el-Jamal ("cammello")
- El Wad o grotta Nahal ("ruscello")
- Grotta di Skhul o Gedi ("ragazzino")

Le quattro grotte sono state proclamate sito di "eccezionale valore universale" dall'UNESCO nel 2012. Sono protette all'interno di una riserva naturale.
Le grotte vennero utilizzate come abitazione da ominidi e uomini preistorici e contengono prove uniche di sepolture molto antiche, nel sito archeologico della grotta di el-Wad nella Riserva naturale di Nahal Me'arot.

## Galleria d'immagini

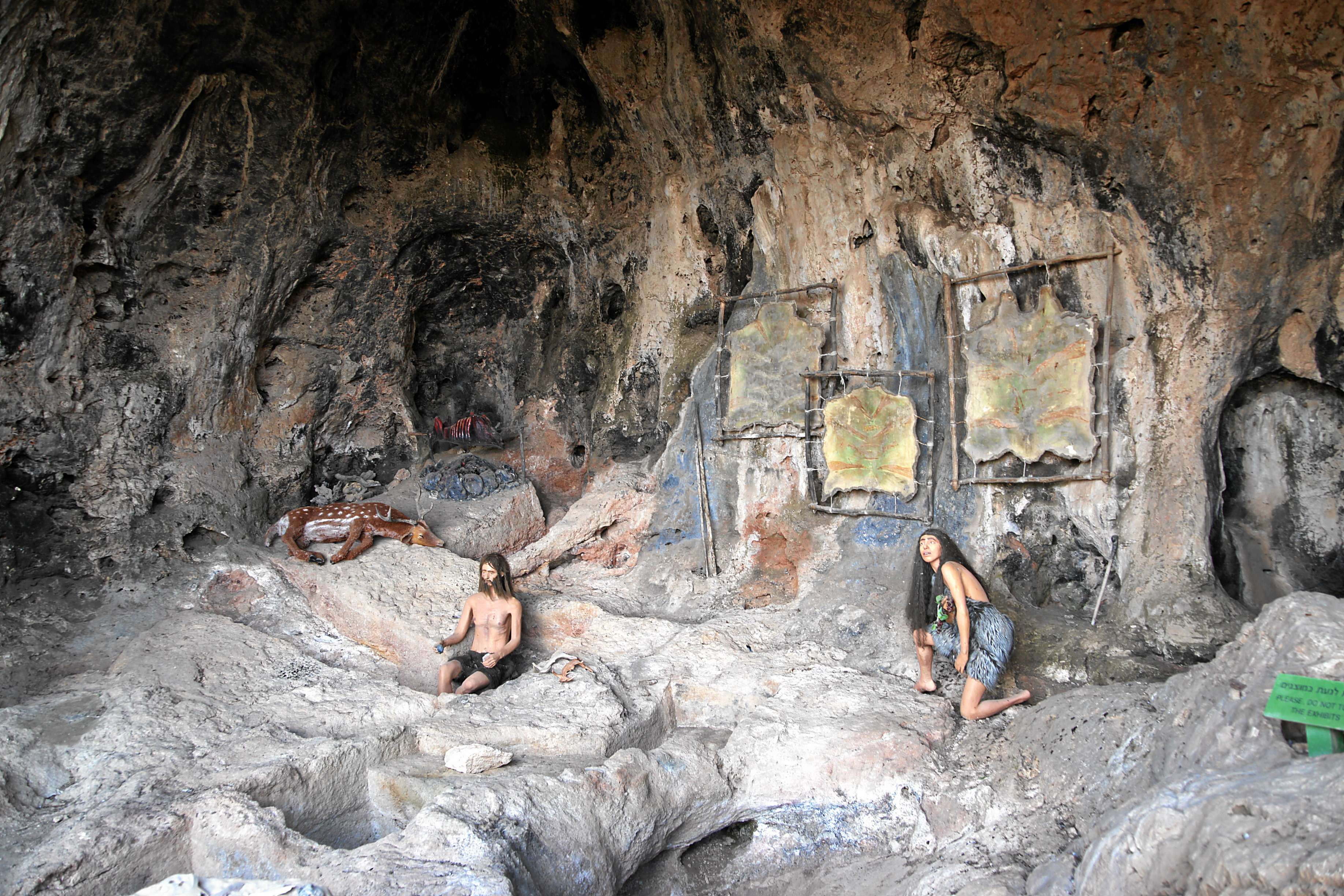
Una ricostituzione paleolitica nella grotta Jamal
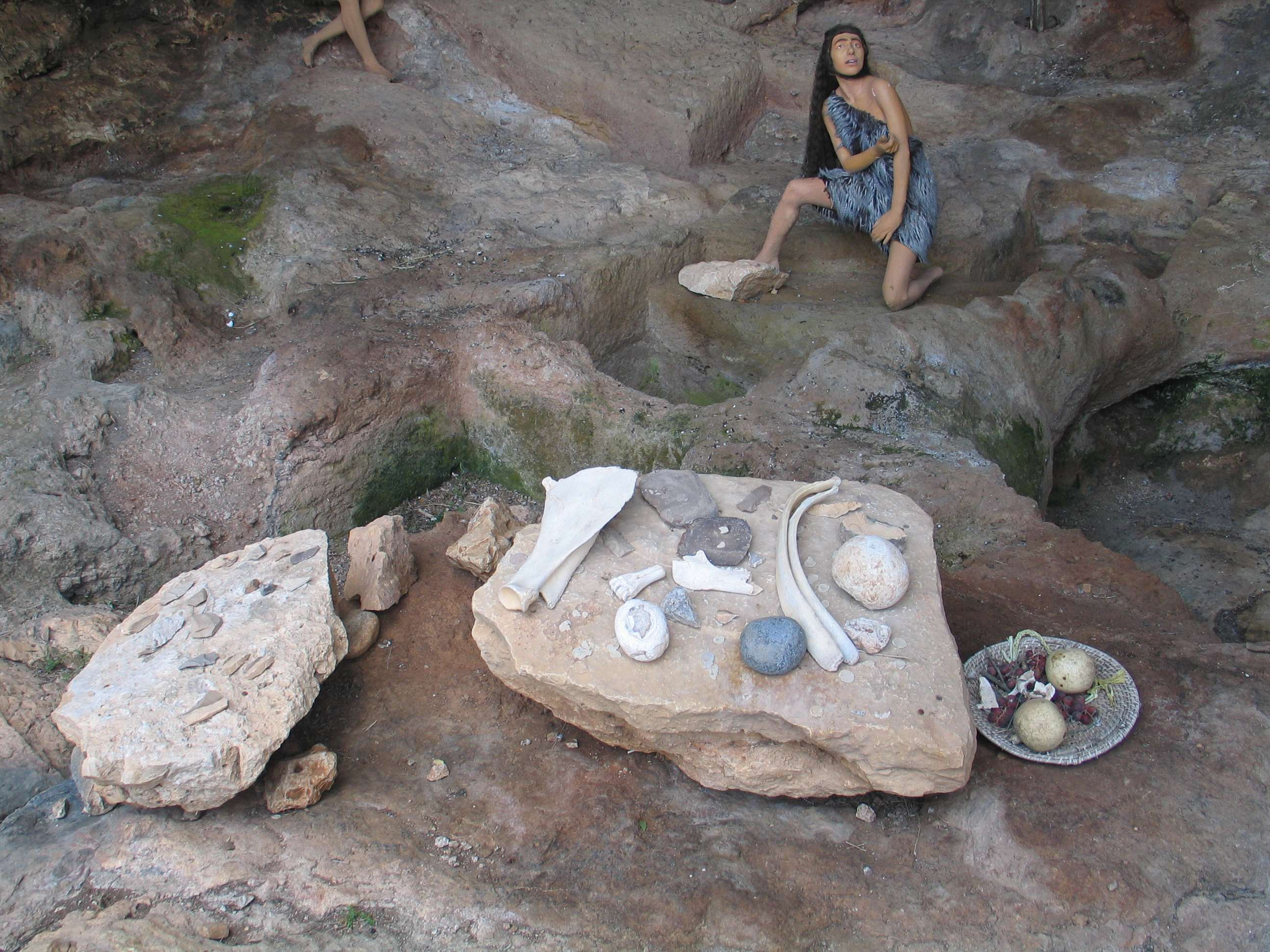
Strumenti paleolitici nella grotta Jamal (copie)
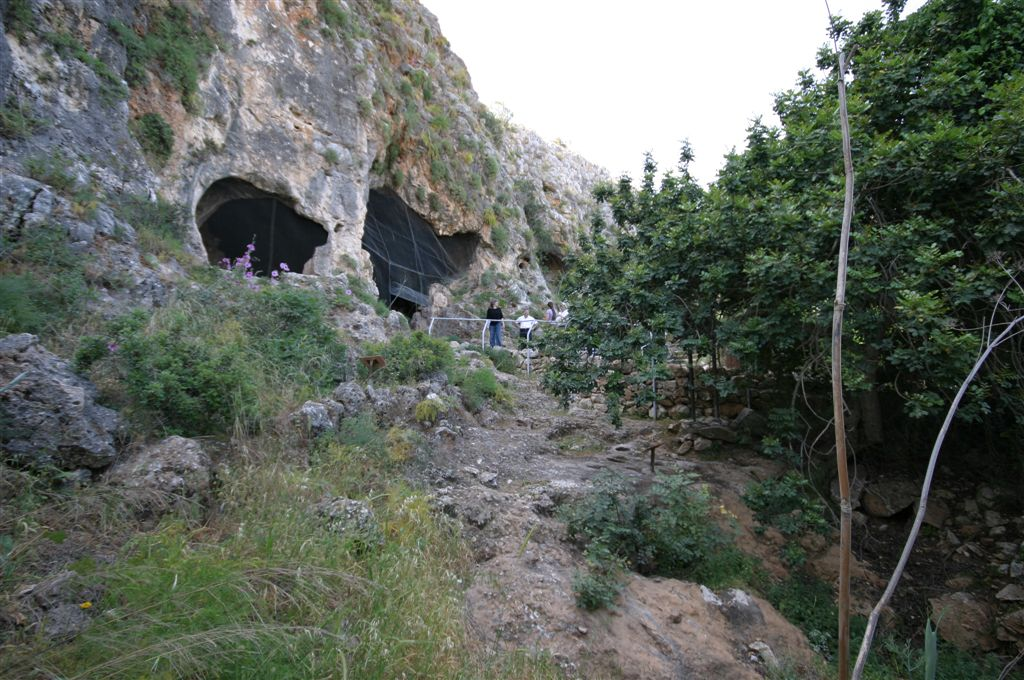
Ingresso alla grotta el-Wad
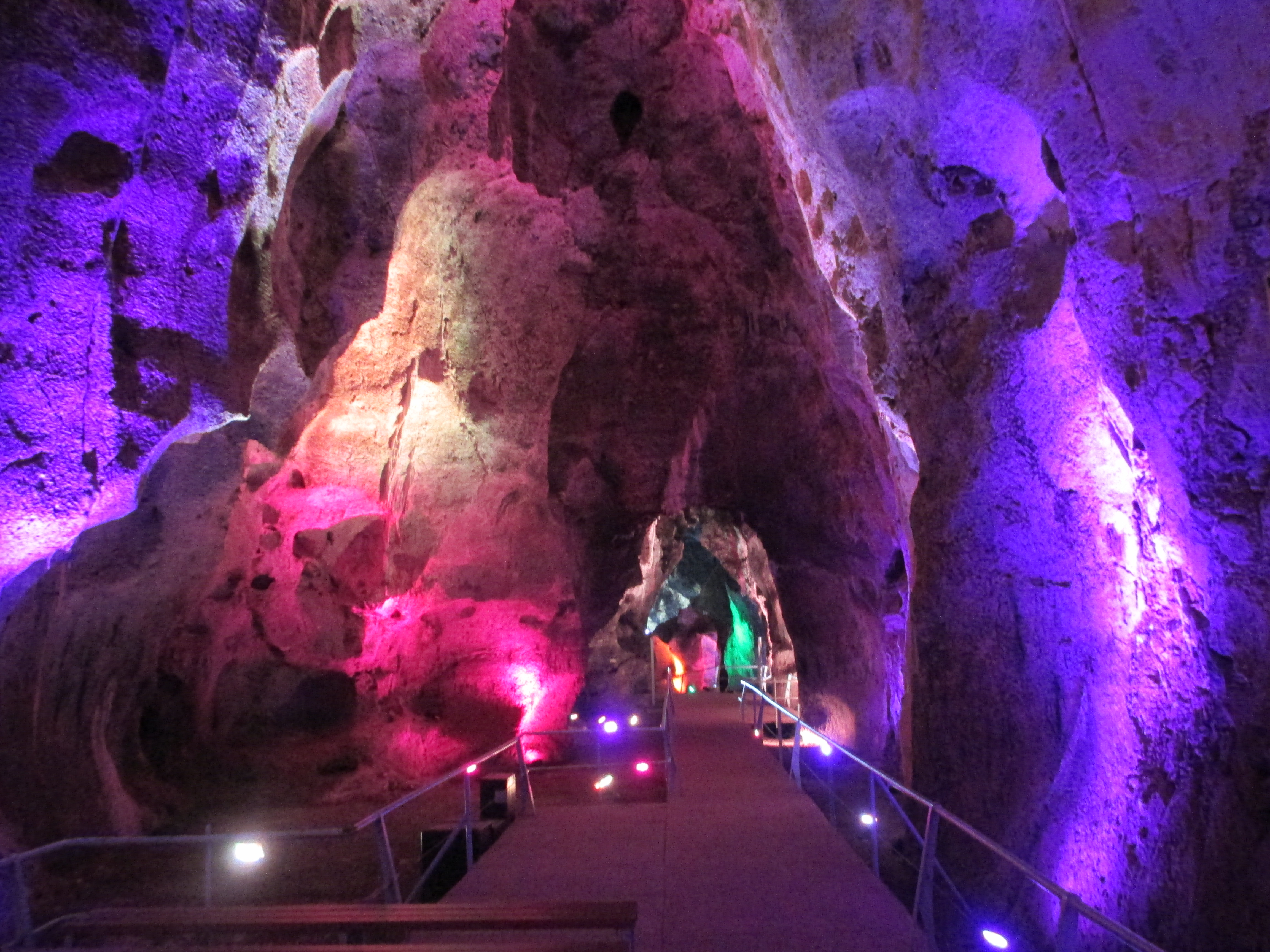
Interno della grotta el-Wad
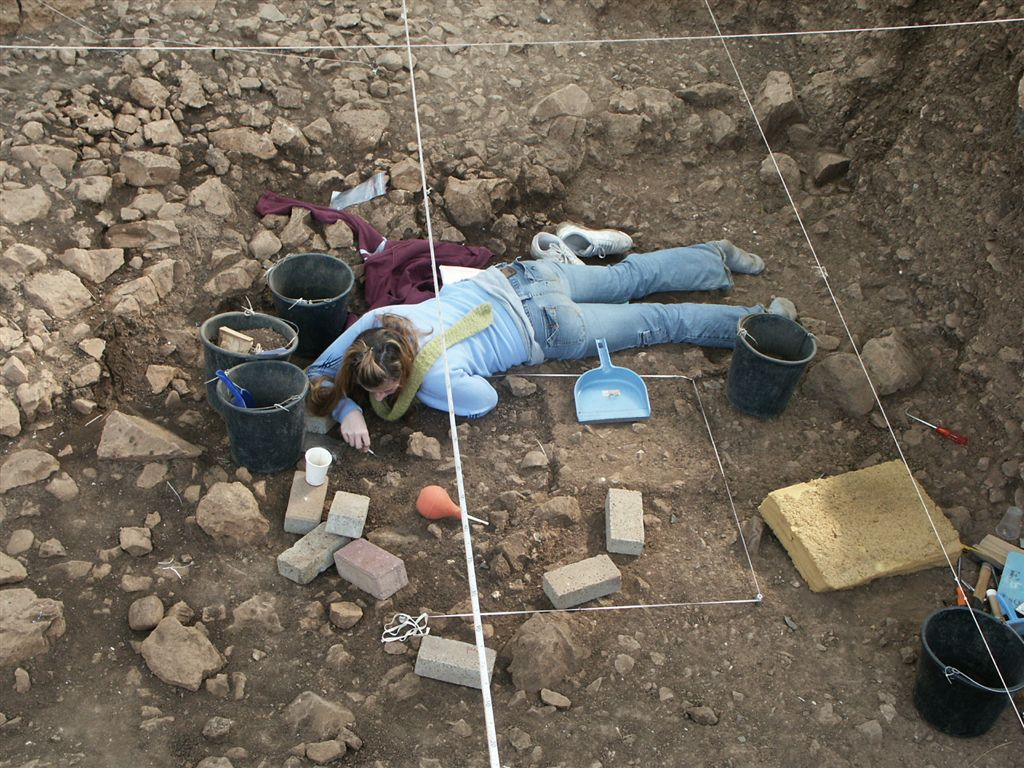
Lavori di scavo nella terrazza di el-Wad
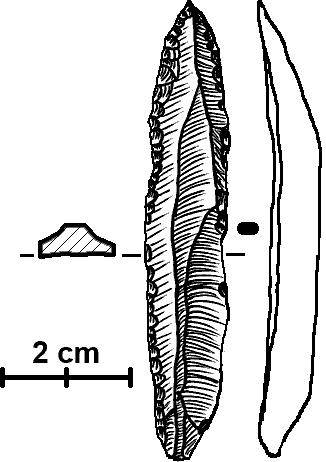
Strumenti in pietra
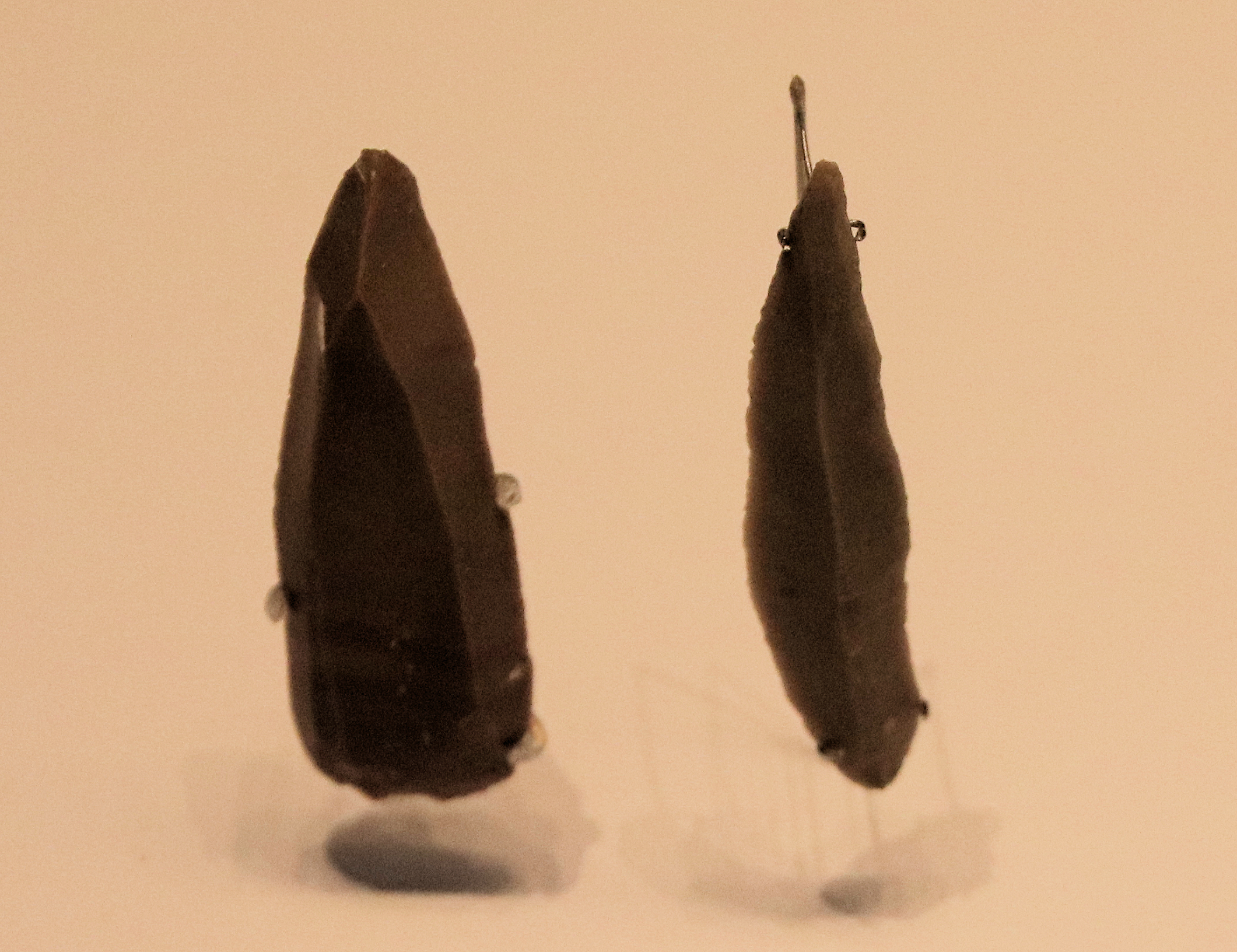
Punte di pietra focaia, grotta Boqer Tahtit a el-Wad Cave (Museo di Israele)
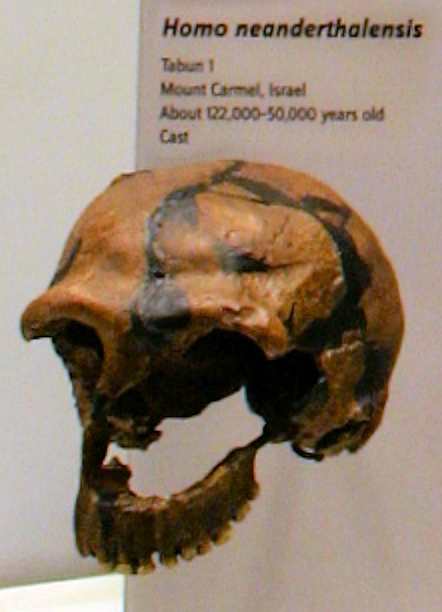
Fossile di Homo neandertalensis da Tabun C1 (riproduzione). (Museo di Israele)